# Mściów
Mściów est une localité polonaise de la gmina de Dwikozy, située dans le powiat de Sandomierz en voïvodie de Sainte-Croix.